# Wieża spadochronowa

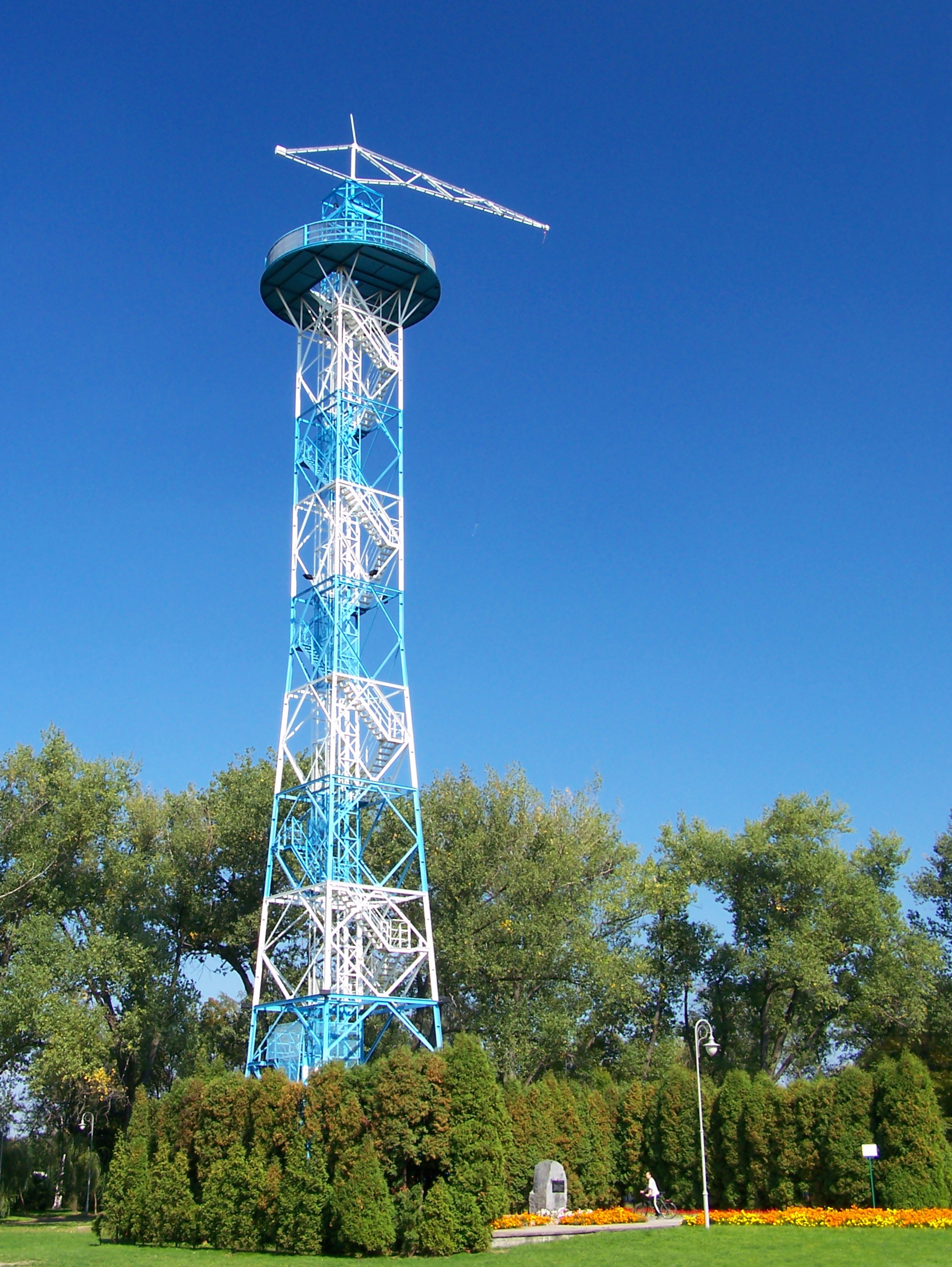
Wieża spadochronowa w Katowicach

Wieża spadochronowa – konstrukcja stalowa z wysięgnikiem służąca do początkowego szkolenia skoczków spadochronowych. Można z nich było wykonywać skoki w rzeczywistej uprzęży. Spadochron był atrapą – czasza była otwarta na stałe i utrzymywana w tym stanie metalową obręczą. Spadochron podwieszony był na linie przepuszczonej przez bloczek, który spowalniał lot skoczka ku ziemi do prędkości opadania 4 m/s. W ten sposób można było ćwiczyć wybicie z progu, krótki lot ku ziemi i przede wszystkim przećwiczyć lądowanie. Wieże spadochronowe w Polsce powstały głównie z inicjatywy LOPP w II poł. lat 30. XX wieku i administrowane przez tę organizację.
Prawdopodobnie większość zbudowała Wspólnota Interesów Górniczo-Hutniczych, Sp. Akc. – Warsztaty Przetwórcze w Chorzowie. Polskie wieże spadochronowe były konstrukcjami kratownicowymi i występowały w dwóch podstawowych wariantach: 50-metrowe o czterech punktach podparcia z klatką schodową umieszczoną wewnątrz konstrukcji oraz do 30 metrów wysokości o trzech punktach podparcia z klatką schodową opasującą po zewnętrznej stronie słupy wieży. Projektantem – konstruktorem wież od 20 do 50 metrów wysokości był inż. Jerzy Koziołek z Chorzowa. Wyposażone były w elektryczne wyciągarki liny. W najbardziej rozbudowanej formie w środku konstrukcji znajdowała również elektryczna winda.

## Istniejące wieże spadochronowe
- Baku, Azerbejdżan – rok budowy: 1936, 75 metrów wysokości
- Katowice – rok budowy: 1937, pierwsza wieża miała 50 metrów wysokości i wyposażona była w szyb windowy w którym kursowała 2 osobowa kabina. W okresie II wojny światowej władze hitlerowskie Katowic wieżę rozebrały w celu jej przetopienia. Odbudowana 35-metrowa konstrukcja została wzniesiona w latach 50. Obecnie wieża w Parku Kościuszki jest symbolem – pomnikiem poświęconym śląskim harcerzom obrońcom Katowic z 1939 roku.

## Nieistniejące wieże spadochronowe w Polsce
- Bydgoszcz – rok budowy: 1936, ok. 20 metrów wysokości
- Grudziądz – rok budowy: 1936, ok. 20 metrów wysokości
- Kielce – rok budowy: 1936, ok. 20 metrów wysokości
- Ostrów Mazowiecka – rok budowy: 1936, ok. 20 metrów wysokości
- Białystok – rok budowy: 1937, ok. 20 metrów wysokości
- Kowel – rok budowy: 1938[1], ok. 20 metrów wysokości
- Lublin – rok budowy: 1937, ok. 20 metrów wysokości
- Lwów – rok budowy: 1937, ok. 20 metrów wysokości
- Łódź – wieża nr 1 Park Piłsudskiego na Zdrowiu, rok budowy: 1937 (poświęcona 21 listopada 1937)[2], 48 metrów wysokości (platforma, z której wykonywano skoki umieszczona była na wysokości 40 m[3](PKF 21/48); rozebrana w końcu II poł. lat 70. XX w.
- Łódź – wieża nr 2 Park Mickiewicza na Julianowie, rok budowy: 1951
- Poznań – Łęgi Dębińskie – rok budowy: 1937–1938, oddana do użytku 26 czerwca 1938[4], 30 metrów wysokości; rozebrana w latach 1940–1942
- Poznań – Jeżyce[5] – rok budowy: 1952, oddana do użytku 22 lipca 1952, 58 metrów wysokości; skorodowana konstrukcja została 20 kwietnia 1968 wysadzona w powietrze, a następnie zezłomowana
- Radom – rok budowy: 1937, ok. 20 metrów wysokości
- Toruń – rok budowy: 1937, ok. 20 metrów wysokości
- Warszawa – wieża nr 1 Pole Mokotowskie, rok budowy 1936, ok. 20 metrów wysokości; przeniesiona w 1937 przy ul. Łazienkowską przy pływalni stadionu Legii
- Warszawa – wieża nr 2 w Parku Praskim rok budowy: 1937, ok. 28 metrów wysokości (pomost na 20 metrze n.p.t.) złomowana w 1975
- Bielsko-Biała – rok budowy: 1938 (oddana do użytku w czerwcu 1938), 40 metrów wysokości; rozebrana jesienią 1939
- Wrocław – rok budowy: 1940–1942, rozebrana w 1998
- Grodziec – rok budowy: 1953 (oddana do użytku 11 X 1953); rozebrana oko. połowy lat 70. XX w.[6]
- Ciechanów – ok. 20 metrów wysokości
- Olsztyn
- Opole – Park Nadodrzański, rok budowy: 1953, ok. 50 metrów wysokości; rozebrana w 1968
- Dęblin – Szkoła Lotnicza
- Sopot
- Kraków – Nowa Huta, Łąki Nowohuckie, rok budowy: 1953, 48 metrów wysokości (pomost na 40 metrze n.p.t.); rozebrana w 1974.
- Równe
- Zamość – otwarta 18 V 1939 przy stadionie, wysoka na 28 metrów
- Stalowa Wola – ul. Energetyków 35 (obecnie plac LOK) rok budowy: 1952, ok. 50 metrów wysokości; zdemontowana na początku lat 70 XX w.